# L.A. (hudební skupina)
L.A. byla česká rocková skupina z Plzně, založená v roce 2005. Veřejně známou se poprvé stala v prosinci roku 2007 vítězstvím ve finále osmého ročníku celostátní soutěže mladých rockových kapel ProRock v pražském klubu Exit Chmelnice, kde zároveň vyhrála i soutěž v autorské tvorbě.
Na jaře 2012 vydala ve společnosti Championship Music své debutové album Papírové nebe. Natočeno bylo v produkci Borise Carloffa, mastering desky provedl Matouš Godík. Celkem 11 písní tohoto alba je syntézou celé počáteční tvorby L.A., pop-rockového zvuku a výrazné elektroniky. Kmotrem debutu se stal David Koller. Singly z desky Papírové nebe „Jsi“ a „Chráněná krajinná oblast“ byly v pravidelné rotaci na hudebních televizích Óčko a MTV.
Po debutu desky Papírové nebe kapela přišla na podzim 2013 se singlem „Praha s Ostravou“, který měl být předzvěstí jejich druhé desky. V roce 2013 skupina také vystupovala v plzeňských klubech.
V roce 2015 představila kapela L.A. na TV Óčko videoklip „Sněhošedá“. Od té doby nejsou o činnosti kapely žádné informace.

## Členové
- Pavel Houf – zpěvák, kytara
- Filip Horák – kytara
- Jaroslav Štrunc – baskytara
- Jan Bohunčák – bicí

## Diskografie
- Papírové nebe (2012, produkce: Boris Carloff, mastering: Matouš Godík, vydavatel: Championship Music)